# Gottfried Lindauer
Bohumír Lindauer, také známý jako Gottfried Lindauer, či Lindaur (5. ledna 1839 Plzeň – 13. června 1926 Woodville, Nový Zéland), byl novozélandský umělec českého původu, který se proslavil svými portréty Maorů.

## Život
Narodil se v Plzni jako syn zahradníka Hynka (Ignáce) Lindauera a Marie Šmídové. Jeho vzdáleným příbuzným byl českobudějovický biskup Josef Ondřej Lindauer, proto se někdy objevuje, že jeho kmotrem při křtu byl vlastenec a českobudějovický biskup Jan Valerián Jirsík. Jiný významný český duchovní, Josef kardinál Beran, byl jeho prasynovcem. Bohumír se sice vyučil zahradníkem, ale více ho to táhlo ke kreslení. Proto v šestnácti letech odešel do Vídně, kde se nechal zapsat na malířské akademii. Zde se učil mimo jiné i u Josefa von Führicha a Leopolda Kuppelwiesera, významných malířů náboženských obrazů. V roce 1862 studia ukončil a vrátil se do Plzně. Tady však nemohl sehnat žádné zakázky, proto kvůli práci cestoval. Postupně působil v Haliči, Polsku a Rusku. Z této doby pochází také jeho nejvýznamnější dílo vytvořené v Česku – soubor dvou desítek obrazů a fresková výzdoba kaple svatého Cyrila a Metoděje ve Valašských Kloboukách. Po návratu do Plzně si zařídil malířský ateliér, maloval portréty místních měšťanů a důstojníků. Jelikož se snažil vyhnout hrozící vojenské službě, nastoupil v dubnu 1874 na parník Reichstag, který jej dovezl na Nový Zéland. Dne 6. srpna 1874 zakotvil parník i s Lindauerem v přístavu Port Nicholson na dnešním předměstí Wellingtonu. Odtud se přesunul na Jižní ostrov, kde se usadil ve městě Nelson. Zde se u pana Harlinga učil anglicky a v roce 1881 se stal řádným občanem Nového Zélandu.

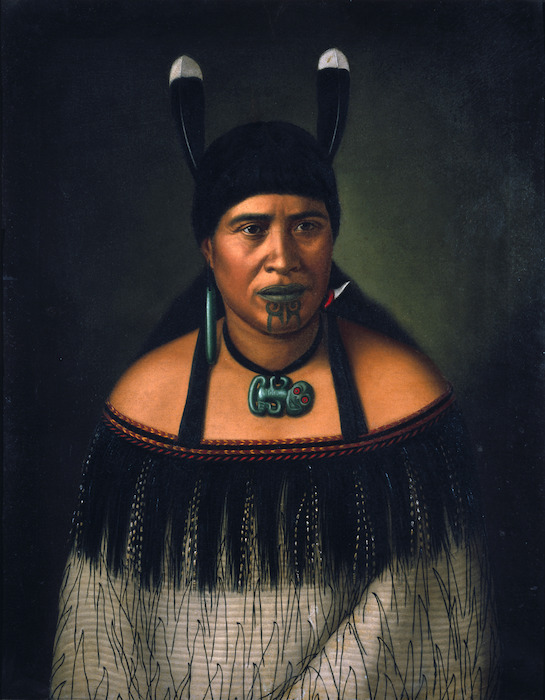
Hinepare, příslušnice maorského kmene z konce 19. století – portrét od Bohumíra Lindauera

Během prvních let svého působení na Novém Zélandu se živil jako fotograf – nejprve v Nelsonu, později patrně i ve Wellingtonu. V roce 1876 se přestěhoval do Aucklandu, kde se seznámil s podnikatelem Henrym Partridgem, jemuž se zalíbily jeho portréty, především Maorů s nimiž se dokázal sblížit. Díky zájmům o tyto obrazy uspořádal Lindauer v roce 1877 ve Wellingtonu svoji první výstavu.  V následujících procestoval další části souostroví. Deset měsíců pobýval v Thames na Koromandelském poloostrově, kde vznikl i jeden z jeho nejznámějších obrazů – portrét Heeni Hirini (též označované jako Henne Rupene či Ana Rupene) s dítětem. Ten zaujal právníka, ornitologa a znalce Maorů Waltera Bullera, s nímž Lindauer procestoval další části Severního ostrova. Kromě toho pobýval nějaký čas i v Austrálii.
V roce 1879 se v Melbourne oženil s Emilií Wipperovou, původem z Gdaňska. Ta však koncem února 1880 zemřela, snad na následky komplikací v těhotenství. Přestěhoval se do Napieru a v  roce 1885 se podruhé oženil a to s Rebeccou Pettyovou, která pracovala jako kuchařka guvernéra, a s ní měl syny Hectora a Victora. V roce 1886 se oba zúčastnili britské koloniální výstavy v Londýně. Tady vystavoval 20 obrazů, přičemž jeden z nich – Dívka z Poi – byl věnován tehdejšímu korunnímu princi a později králi Edwardu VII. Lindauer následně vystavoval v dalších novozélandských městech a některé obrazy, které Partridge odkoupil, se dostaly i do galerie na Queen Street v Aucklandu. V roce 1889 se se svou manželkou usadil ve Woodvillu u Aucklandu. Postavil zde dům a vybudoval ateliér. Jako vyučený zahradník sázel stromy a šlechtil si zahradu. Zde pobýval s výjimkou dvou návštěv Evropy až do své smrti.  V roce 1904 se některé jeho obrazy objevily na světové výstavě v americkém St. Louis, kde obraz Henne Rupene, resp. jedna z dvaceti verzí, obdržel zlatou medaili. Mnozí historici umění však Lindauerovu tvorbu kritizují pro přehnanou detailnost oděvu, tetování apod. Tyto detaily jsou naopak velmi vítány etnografy, neboť přináší poznatky z dnes již mizejícího světa Maorů.
Kromě života domorodců se Lindauer zajímal také o novozélandskou faunu. Díky němu se do Národního muzea v Praze dostal vycpaný pták kivi, různé etnografické předměty posílal i Václavu Fričovi, s nímž si dopisoval. V roce 1901 pak Lindauera na Novém Zélandu navštívil Josef Kořenský, autor řady cestopisů. V roce 1907 navštívil Plzeň a Prahu, kde Náprstkovu muzeu daroval dva ze svých obrazů. Do Evropy také jezdil navštěvovat své syny – Hector totiž v Lipsku studoval hudbu a Victor v Mnichově malířství. V letech 1911–1914 se pak Lindauerovi usadili v Evropě a jen se štěstím se jim podařilo přes Francii a Nizozemsko utéct před první světovou válkou, v níž mladší syn Victor bojoval jako dobrovolník.
V roce 1916 musel Lindauer kvůli zhoršujícímu se zraku skončit s malířstvím. Postupně se stáhl a dožil ve Woodville, kde 13. června 1926 ve spánku zemřel. Pohřben je v rodinné hrobce po boku manželky, která ho přežila o 18 let, a staršího syna Hectora. Mladší syn Victor se stal uznávaným znalcem novozélandské flóry a odborníkem na řasy a chaluhy.
Bohumír Lindauer je považován za jednoho z nejvýznamnějších představitelů počátků novodobého novozélandského umění. Velká část obrazů je dnes umístěna v Auckland Art Gallery, kam je věnoval Partridge, další obrazy se nachází v soukromých sbírkách a dalších muzeích. V Aucklandu se také nachází Lindauerův pomník a bylo po něm pojmenováno i první novozélandské šampaňské.
V roce 2015 byla v jeho rodném městě Plzni uspořádána retrospektivní výstava díla Bohumíra Lindauera, na kterou bylo zapůjčeno  50 obrazů z galerií na Novém Zélandu. Součástí byly i rané práce vzniklé před jeho odchodem do zámoří (portréty plzeňských měšťanů a cyrilometodějský cyklus z Valašských Klobouk). 

## Galerie

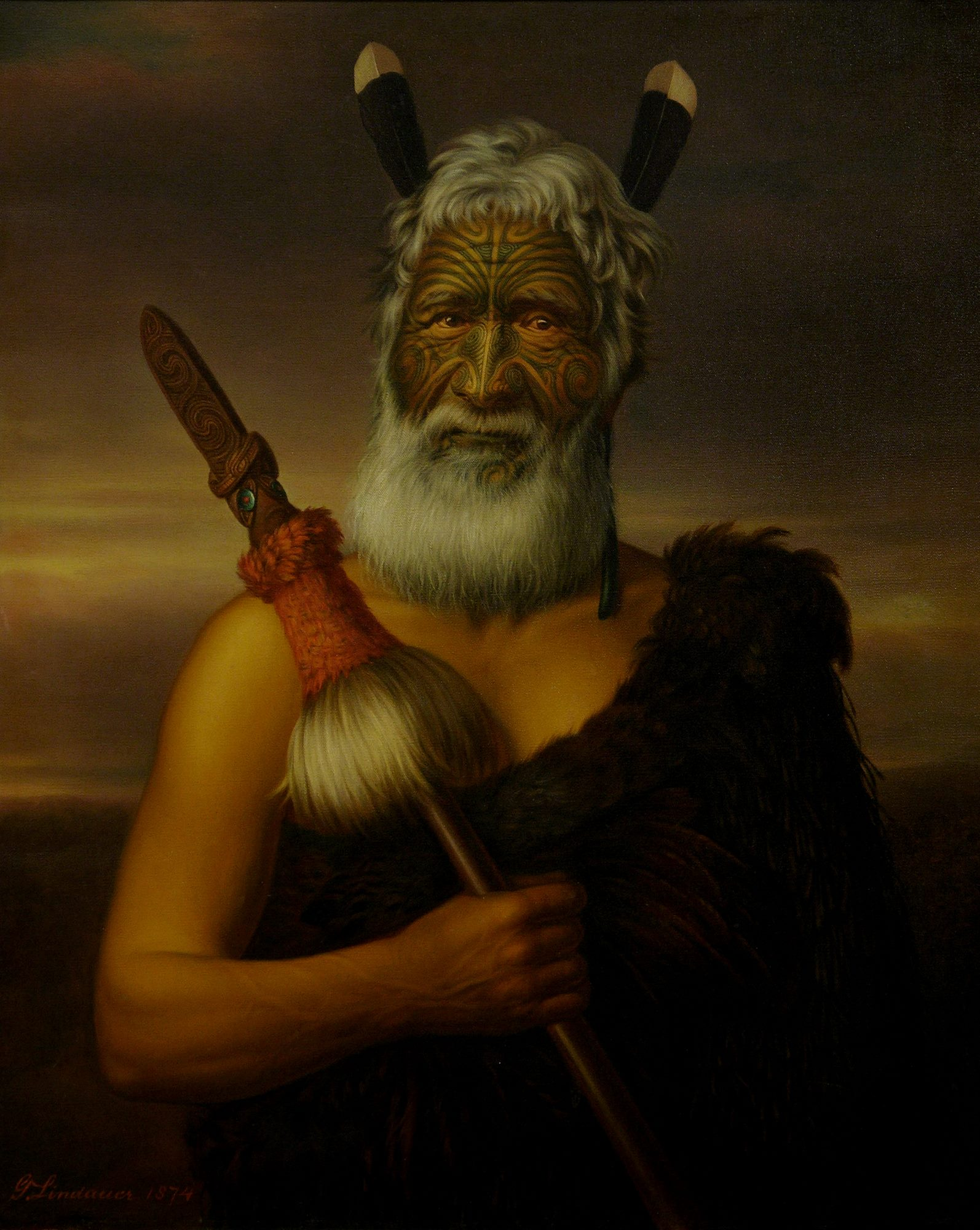
Bohumír Lindauer – portrét Eruera Maihi Patrona (1874)
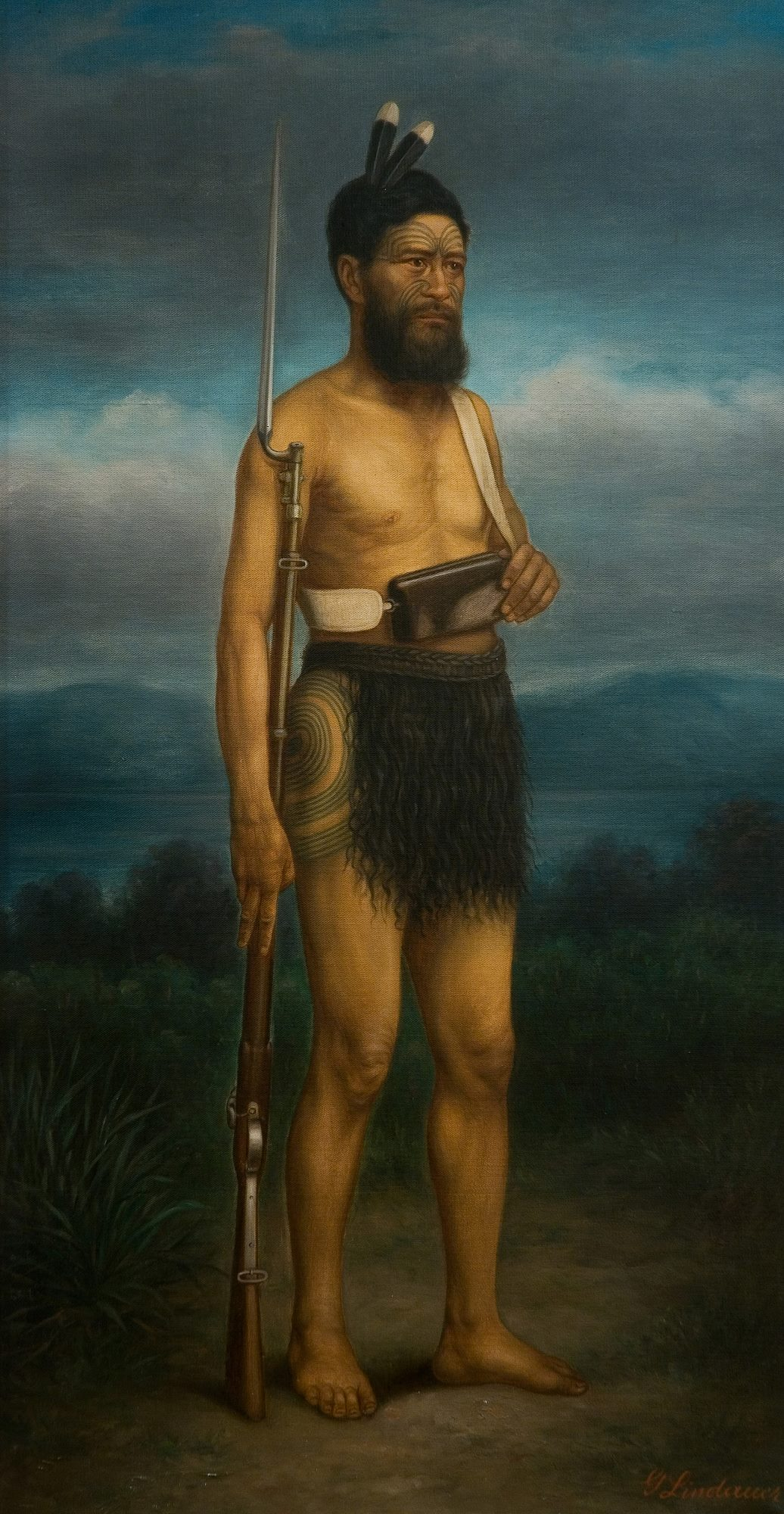
Bohumír Lindauer – portrét Hamiora Tu
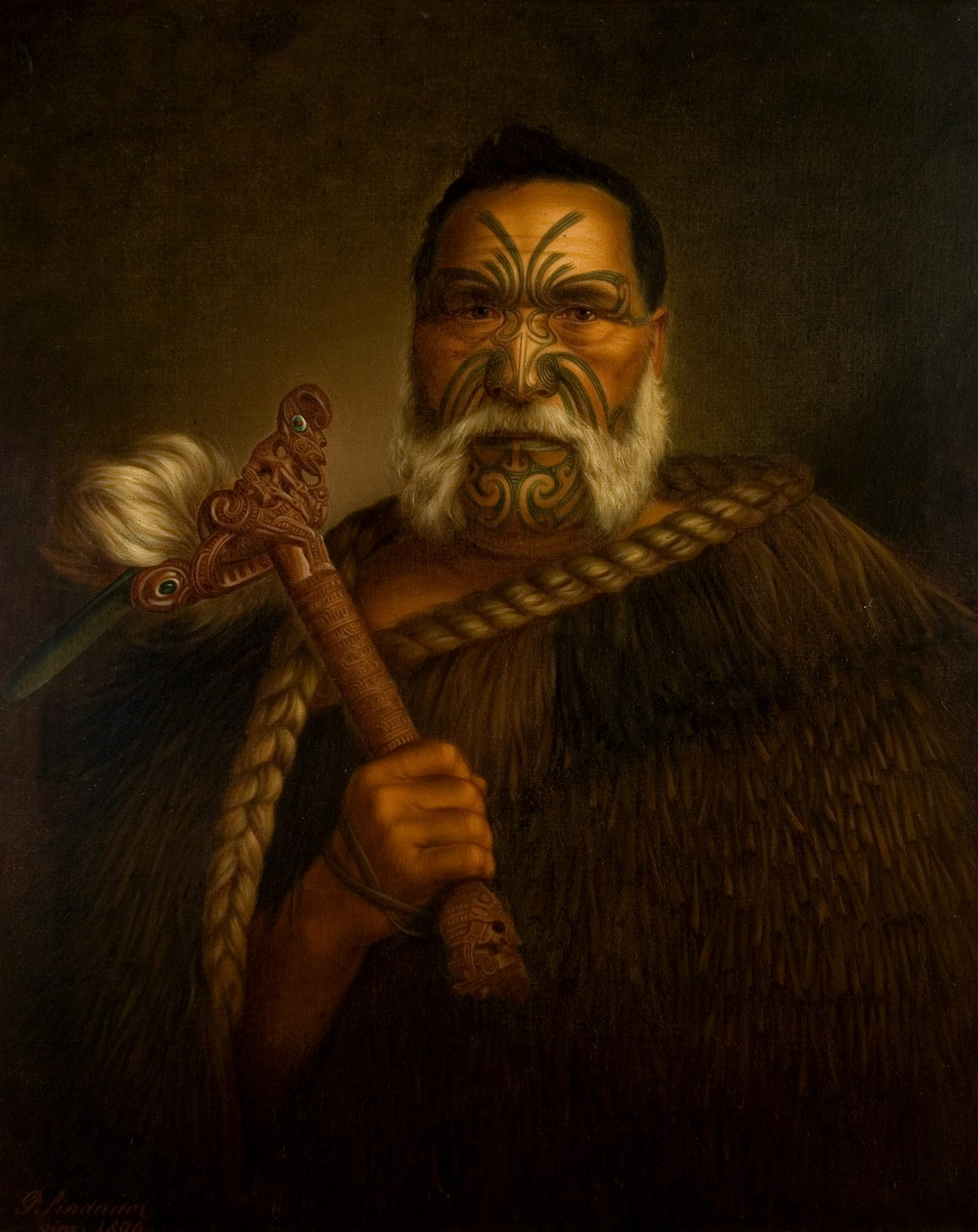
Bohumír Lindauer – portrét Heta Te Haura (1896)
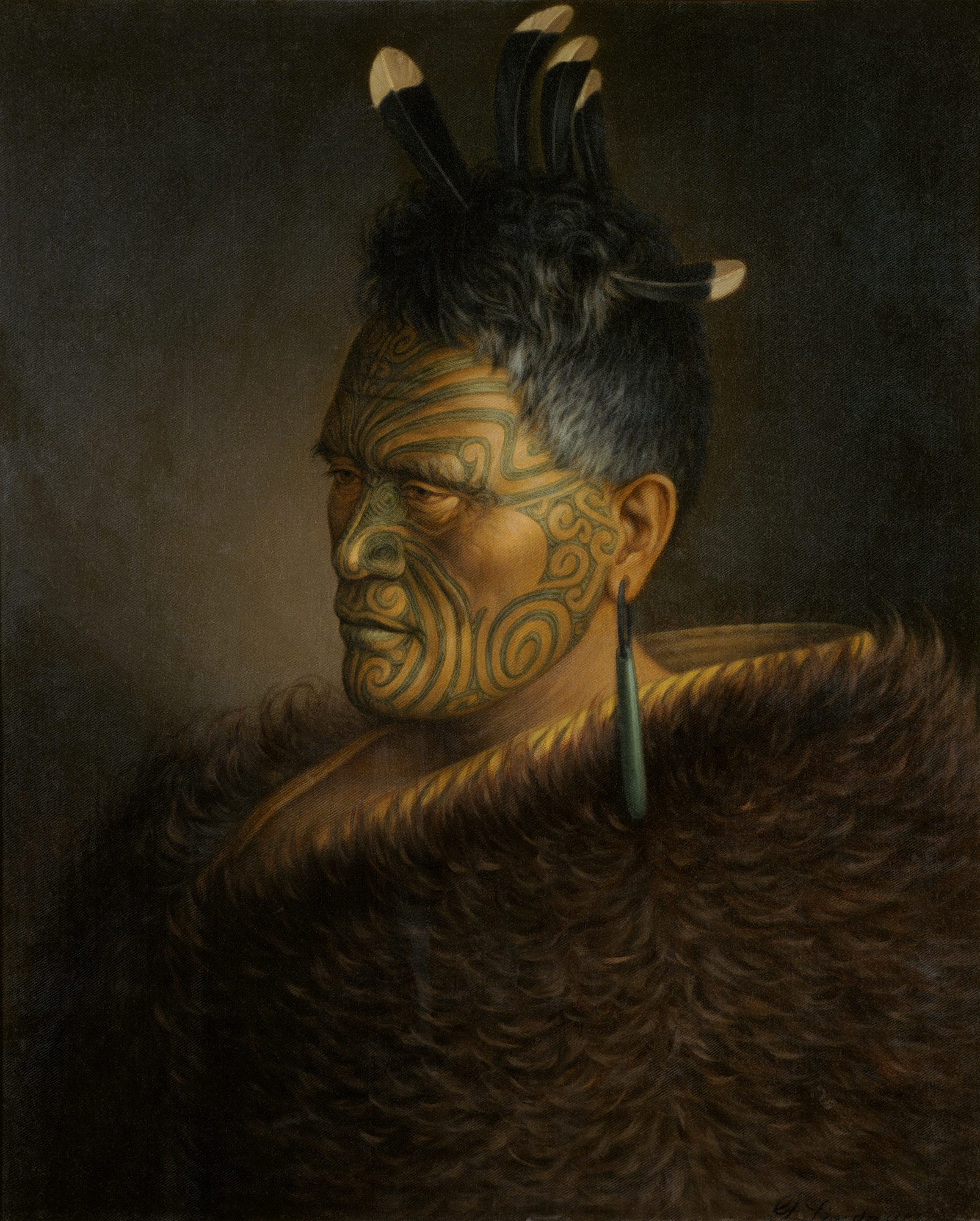
Bohumír Lindauer – portrét krále Tawhiao Potatau Te Wherowhero (cca 1885)
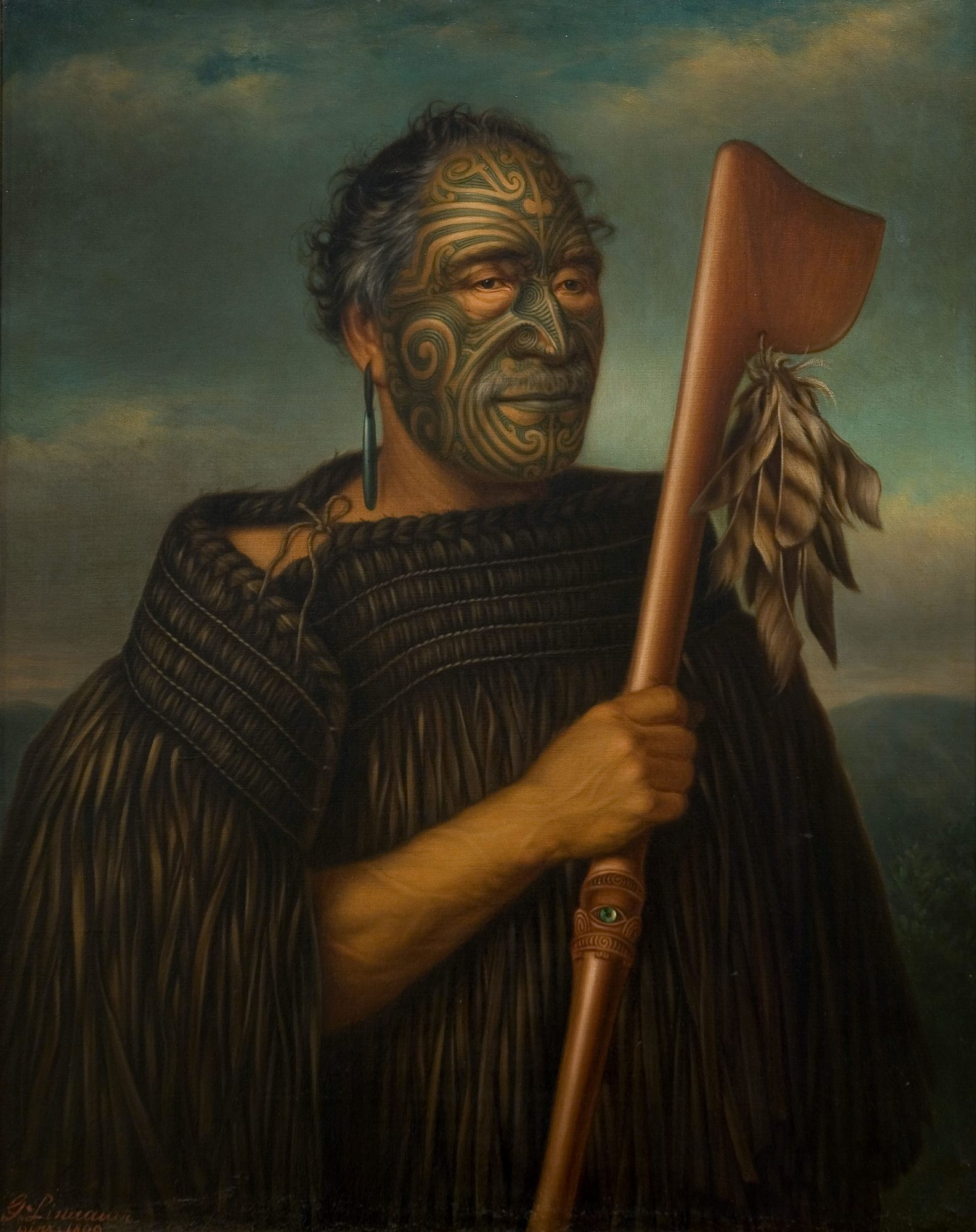
Bohumír Lindauer – portrét Tamati Waka Nene (1890)
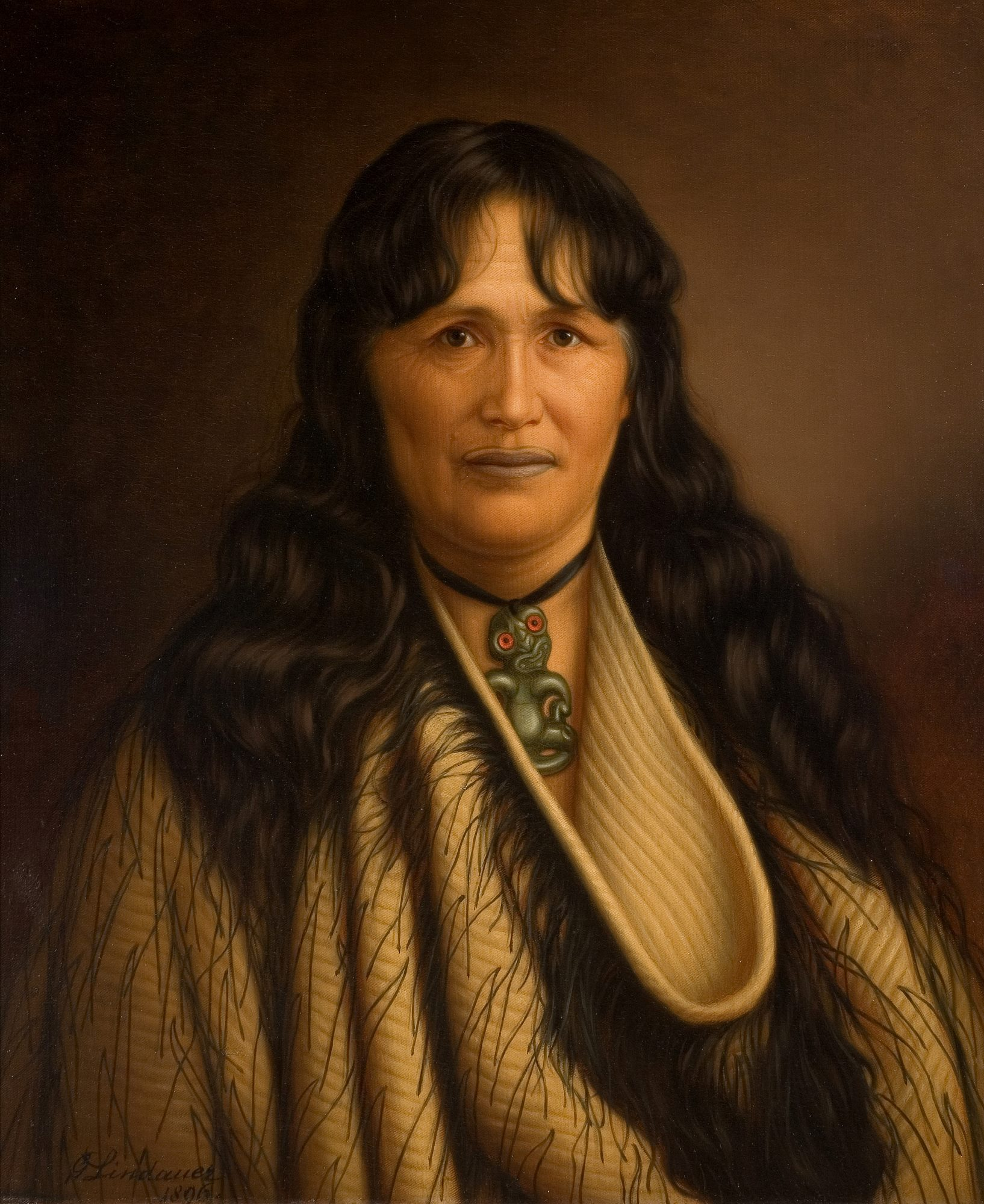
Bohumír Lindauer – portrét Te Paea Hinerangi (1896)